# اوله فیلونوف
اوله فیلونوف (اوکراینی: Олег Вадимович Філонов؛ زادهٔ ۲۲ ژوئیهٔ ۲۰۰۴) بازیکن فوتبال اهل اوکراین است.